# Karafiné
Karafiné est une localité au nord de la Côte d'Ivoire dans la région du Poro. La localité rurale de Karafiné est administrativement rattachée au département de Dikodougou.